# Magnar Isaksen
Magnar Nikolai Isaksen (Kristiansund, 1910. október 13. – 1979. június 8.) norvég labdarúgócsatár.